# Ходжаев, Асадилла Ашрапович
Асадилла Ашрапович Ходжаев (узб. Asadilla Ashrapovich Xoʻjayev; 12 апреля 1920, Ташкент, Сырдарьинская область, Туркестанская АССР, РСФСР — 6 сентября 1983, Ташкент, Узбекская ССР, СССР) — советский узбекский партийный и государственный деятель. Председатель Верховного Совета Узбекской ССР (1980—1983). Лауреат Государственной премии Республики Узбекистан имени Алишера Навои в области архитектуры (1994, посмертно).

## Биография
Член ВКП (б) с 1945 г. Окончил Ташкентский институт инженеров железнодорожного транспорта.
- 1942—1951 гг. — мастер, старший мастер, инженер, старший инженер начальник дистанции пути Среднеазиатской железной дороги,
- 1951—1954 гг. — инструктор промышленно-транспортного отдела ЦК КП(б) — КП Узбекистана,
- 1954—1963 гг. — заместитель, первый заместитель министра автомобильного транспорта и шоссейных дорог Узбекской ССР,
- 1963—1964 гг. — первый секретарь Самаркандского промышленного областного комитета КП Узбекистана,
- 1964—1967 гг. — председатель исполнительного комитета Самаркандского областного Совета,
- 1967—1968 гг. — председатель организационного бюро ЦК КП Узбекистана по Наманганской области,
- 1968—1973 гг. — первый секретарь Наманганского областного комитета КП Узбекистана,
- 1973—1978 гг. — первый секретарь Ташкентского городского комитета КП Узбекистана,

С 1978 г. — секретарь ЦК КП Узбекистана, с марта 1980 г. одновременно — председатель Верховного Совета Узбекской ССР.
Депутат Верховного Совета СССР 8 и 9 созывов.

## Награды
- 2 ордена Ленина
- 2 ордена Трудового Красного Знамени (10.04.1970,[2] ?)